# Miguel Ángel Adorno
Miguel Ángel Adorno (Puerto Aragón, 5 luglio 1949) è un ex calciatore argentino, di ruolo attaccante.